# BT Tower (Swansea)
La BT Tower está ubicada cerca del Castillo de Swansea y es el segundo edificio más alto en Swansea después de la Torre de Meridian Quay. Tiene 11 pisos y 63 metros de altura.  Se terminó de construir en 1970,  actualmente es un edificio de oficinas para BT Group plc, su desarrollador original.